# Esame baropodometrico
L'esame baropodometrico è un test che permette di valutare la qualità dell'appoggio a terra dei piedi. Il test fornisce informazioni sulle pressioni che vengono scambiate tra la superficie di appoggio del piede ed il terreno e valuta in modo approfondito la modalità di esecuzione del passo ed eventuali alterazioni della deambulazione.

## Descrizione
Il soggetto viene messo in una posizione statica, sopra un tappeto sensibile alla pressione, mentre il suo sguardo è posto in avanti. Al tappetino è collegato un sistema computerizzato che permette di far vedere all'esaminatore, su di un monitor, gli appoggi del piede. L'analisi è costituita da due fasi principali:

### Analisi statica
Valuta l'appoggio del piede identificando le aree di maggiore e minore carico (che sul monitor appaiono come variazione tra il colore rosso ed il blu). 
Nella stessa seduta in pochi minuti, si registrano anche:
- La percentuale di carico sui due piedi
- Carico anteriore e posteriore
- Analisi stabilometrica e dei baricentri.
- Superficie di appoggio delle piante dei piedi.

### Analisi dinamica
Viene effettuata chiedendo al paziente di camminare sulla pedana fino alla sua estremità e ritorno. La camminata può essere ripetuta più volte. Questa analisi verifica lo spostamento del peso, l'appoggio, i tempi di carico, durante la camminata.
A monitor è possibile evidenziare la percentuale di appoggio sull'avampiede rispetto al retropiede, ed il dispiegarsi della deambulazione.

## Valutazione
L'esame permette una valutazione anatomica e funzionale del piede, fornendo inoltre una registrazione grafica della pressione esercitata sul terreno, sia quando il paziente si trova in posizione completamente eretta, sia quando cammina. Lo studio della distribuzione di queste pressioni consente di valutare la biomeccanica posturale e locomotoria unitamente alle sue variazioni patologiche.
L'esame pertanto è utile nel descrivere la morfologia, la funzione e disfunzione statica e dinamica del piede. L'esaminatore ne riceve anche un'impressione di eventuali patologie proprie del piede così come di altri segmenti corporei interconnessi anatomicamente e funzionalmente con esso.
Ricerche sperimentali hanno evidenziato come le differenze sessuali e le variazioni allometriche associate con l'aumento della superficie plantare o la statura non sono quantitativamente rilevanti né significative in rapporto alle variazioni di carico.

## Applicazioni cliniche
In ambito clinico, l'esame permette lo studio del carico del piede e di eventuali disturbi del sistema muscolo-scheletrico, prevalentemente di interesse ortopedico (ad esempio piede piatto o piede cavo) o neurologico.
Tramite questo esame si possono comunque identificare anche patologie correlate al diabete, di tipo vascolare, ortodontico oppure otorinolaringoiatrico, manifestatesi sia durante lo sviluppo che nell'età adulta.

Il test baropodometrico mette chiaramente in evidenza come l'aumento del grasso corporeo dovuto al sovrappeso ed all'obesità possa alterare, in modo anche grave ed in entrambi i sessi, la superficie plantare di contatto con il terreno e la distribuzione della pressione al suolo.

Lo studio baropodometrico ha finalità di  tipo diagnostico, ma ad esso si ricorre anche per valutazioni di tipo chirurgico (pre e post intervento), riabilitativo o di trattamento ortesico (finalizzato pertanto alla realizzazione di un plantare adeguato).